# Chrīstos Gromītsarīs
Chrīstos Gromītsarīs (Χρήστος Γρομητσάρης; Agrinio, 10 febbraio 1991) è un calciatore greco, difensore dell'Asteras Tripolīs B.

## Carriera
Ha giocato nella prima divisione greca.